# Wei (Handan)
Der Kreis Wei (魏縣 / 魏县,  Wèi Xiàn) ist ein Kreis in der chinesischen Provinz Hebei. Er gehört zum Verwaltungsgebiet der bezirksfreien Stadt Handan. Wei hat eine Fläche von 863,6 km² und zählt 809.193 Einwohner (Stand: Zensus 2010).